# Tarasteix
 Tarasteix  es una comuna y población de Francia, en la región de Mediodía-Pirineos, departamento de Altos Pirineos, en el distrito de Tarbes y cantón de Bordères-sur-l'Échez.
Su población en el censo de 1999 era de 229 habitantes.
No está integrada en ninguna Communauté de communes.